# Zygmunt Radzimiński
Zygmunt Feliks Radzimiński-Luba (2. dubna 1843 – 12. října 1928 Lvov) byl polský archeolog, historik, genealog a heraldik.

## Životopis
Studoval od roku 1859 na univerzitě v Kyjevě přírodní vědy, pak právo. V květnu 1862 přerušil studium. Oženil se se sedmnáctiletou Anielou Czosnowskou, dcerou Jana - maršálka kraje zasławského a Marie Jełowické. Žil v Zawadyńcach nad Horyniem - majetku zděděném po svém dědečkovi Vincentovi Radzimińskim.
V roce 1863 se usadil ve Lvově a začal pracovat v Ossolineu. V letech 1868/1869 navázal kontakt s vědeckou komunitou Krakova. Od roku 1876 vedl archeologické vykopávky na Volyni. 21. dubna 1876 byl zvolen do sejmu v Žitomiru jako zástupce kraje Ostrog. V pozdějších letech se usadil v Siwkach a hospodařil. Od roku 1876 často navštěvoval Krakov a poslouchal přednášky na Jagellonské univerzitě. V letech 1878/1879 založil v Krakově Dwutygodnik Naukowy, poświęcony archeologii, historii i lingwistyce.
Od roku 1904 se usadil opět ve Lvově a připojil se k vědecké komunitě (Wincenty Pol, August Bielowski, Franciszek Ksawery Godebski). Postavil zde vilu Luba.
V roce 1878 se stal členem-korespondentem v Moskevské archeologické společnosti, členem Polské akademie věd a mnoha vědeckých společností. Byl v roce 1908 zakládajícím členem polské heraldické společnosti, a v roce 1911 se stal jejím prezidentem a v roce 1925 čestným prezidentem.
Vědecká činnost Zygmunta Radzimińskieho byla věnována především historii Ukrajiny a Volyně.

## Dílo
- Wiadomość o nowych wykopaliskach w powiecie Ostrogskim na Wołyniu 1878
- Archiwum książąt Lubartowiczów Sanguszków w Sławucie
- Materyały do historyi oblężenia i obrony Lwowa w 1672 r. : z dodaniem kilku szczegółów odnoszących się do życia i spraw domowych Jana Eliasza z Łąki Łąckiego 1884
- Monografia XX. Sanguszków oraz innych potomków Lubarta-Fedora Olgerdowicza X. Ratneńskiego 1906
- O tożsamości tytułów kniaź i książę w dawnej Rzeczypospolitej 1908